# 卢沃谢讷
卢沃谢讷（法語：Louveciennes，法語發音：[luv(ə)sjɛn] ⓘ）是法国中北部法兰西岛大区伊夫林省的一个市镇，属于圣日耳曼昂莱区。 

## 地理
卢沃谢讷（48°51'37"N, 2°6'59"E）面积5.37 平方千米，位于法国法蘭西島大區伊夫林省，该省份为法国北部内陆省份，北起瓦兹河谷省，西接厄尔省，西南接厄尔-卢瓦省，东南接埃松省，东临上塞纳省。
与卢沃谢讷接壤的市镇（或旧市镇、城区）包括：巴伊、布日瓦勒、拉塞勒圣克卢、塞纳河畔克鲁瓦西、马尔利勒鲁瓦、马尔利港、勒谢奈-罗康库尔。

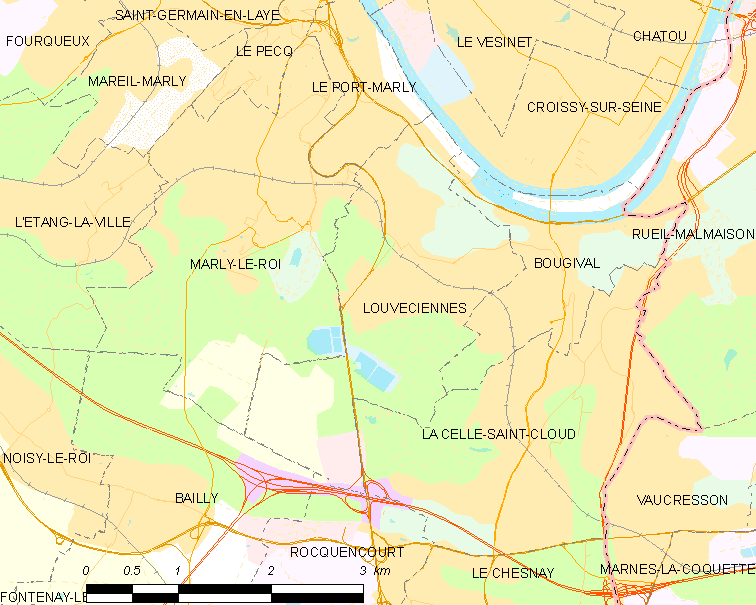
卢沃谢讷的OSM定位图

卢沃谢讷的时区为UTC+01:00、UTC+02:00（夏令时）。

## 行政
卢沃谢讷的邮政编码为78430，INSEE市镇编码为78350。

## 政治
卢沃谢讷所属的省级选区为勒谢奈-罗康库尔县。

## 人口

1962-2008年间卢沃谢讷人口变化图示

卢沃谢讷于2022年1月1日时的人口数量为7744人。